# Eagle Air (Islandia)
Eagle Air (en islandés: Flugfélagið Ernir) fue una aerolínea islandesa con sede en el Aeropuerto de Reikiavik. 

## Historia
Eagle Air fue fundada en 1970 por Hörður Guðmundsson y su familia para poder moverse a través de las zonas más alejadas del país. Al principio solo tenía servicios de ambulancia y correo. Los aviones que operaba eran Helio Courier, Britten-Norman Islander, Piper PA-23 Aztec, Piper PA-31 Navajo, Cessna 404 Titan, De Havilland Canada DHC-6-300 Twin Otter, Cessna 206 y Cessna 185.
En 2003, Eagle Air empezó a proporcionar vuelos de cabotaje, turísticos y de emergencia. Cuatro años después, la aerolínea se ha extendido a ciudades como Árneshreppur, Bíldudalur, Höfn y Sauðárkrókur. Eagle Air también operó vuelos a Heimaey en 2010, cuando Air Iceland finalizó sus servicios allí.

## Antiguos destinos
| Países   | Destinos       | Aeropuertos                  |
| -------- | -------------- | ---------------------------- |
| Islandia | Árneshreppur   | Aeropuerto de Gjögur         |
| Islandia | Bíldudalur     | Aeropuerto de Bíldudalur     |
| Islandia | Flateyri       | Aeropuerto Holt              |
| Islandia | Höfn           | Aeropuerto de Hornafjörður   |
| Islandia | Húsavík        | Aeropuerto de Húsavík        |
| Islandia | Islas Vestman  | Aeropuerto de Islas Vestman  |
| Islandia | Ísafjörður     | Aeropuerto de Ísafjörður     |
| Islandia | Patreksfjörður | Aeropuerto de Patreksfjörður |
| Islandia | Reikiavik      | Aeropuerto de Reikiavik      |
| Islandia | Sauðárkrókur   | Aeropuerto de Sauðárkrókur   |
| Islandia | Suðureyri      | Aeropuerto de Suðureyri      |
| Islandia | Thingeyri      | Aeropuerto de Thingeyri      |

## Flota histórica
| Aeronaves                            | Total | Introducido | Retirado | Matrículas                      |
| ------------------------------------ | ----- | ----------- | -------- | ------------------------------- |
| Boeing 737-200                       | 1     | 1990        | 1990     | SE-DKH                          |
| British Aerospace Jetstream 32       | 4     | 2006        | 2024     | TF-ORD, TF-ORA, TF-ORC y TF-ORG |
| Cessna 185                           | 1     | ??          | 2024     | TF-ORN                          |
| Cessna 207                           | 1     | ??          | 2024     | TF-ORB                          |
| Cessna 404                           | 1     | 1980        | 1991     | TF-ORF                          |
| De Havilland Canada DHC-6 Twin Otter | 2     | 1979        | 1996     | TF-ORN y TF-VLD                 |
| Dornier 328                          | 1     | 2018        | 2024     | TF-ORI                          |
| Piper PA-23 Aztec                    | 1     | 1978        | 1986     | TF-ORM                          |